# ووت اف-۸ کروسیدر
ووت اف-۸ کروسیدر (به انگلیسی: Vought F-8 Crusader)(در ابتدا اف۸یو) یک جنگنده فراصوت برتری هوایی تک‌باله تک‌موتوره تک‌سرنشین ناوپایه بود که توسط شرکت هواپیماسازی آمریکایی ووت برای نیروی دریایی ایالات متحده و سپاه تفنگداران دریایی ایالات متحده این کشور به عنوان جایگزین اف۷یو کاتلس ساخته شد.
نخستین پیش‌نمونه اف-۸ در فوریه ۱۹۵۵ آماده پرواز گردید و آخرین جنگنده آمریکایی نام گرفت که مسلسل سلاح اصلی آن محسوب می‌شد.
آر اف-۸ نمونه شناسایی این جنگنده بود که مدت طولانی در ایالات متحده خدمت نمود. آر اف-۸ با عکسبرداری ارتفاع پایین در بحران موشکی کوبا نقش اساسی داشت. واحدهای ذخیره نیروی دریایی تا سال ۱۹۸۷ آر اف-۸ را در خدمت داشتند.

## طراحی و ساخت

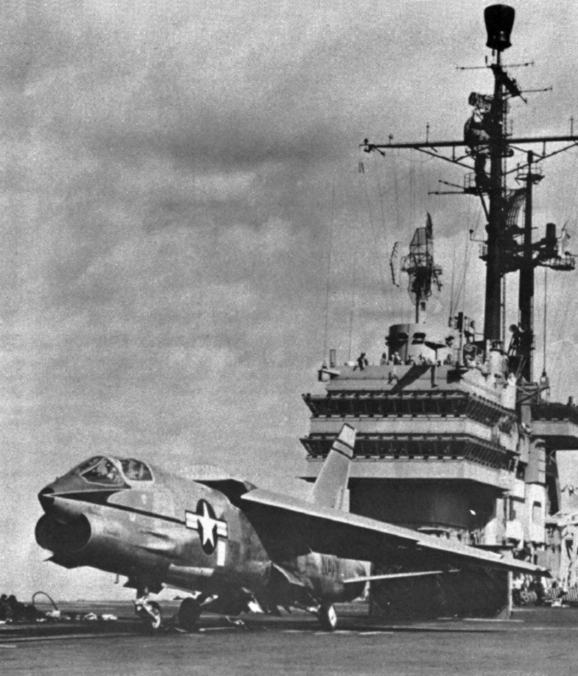
آزمایش ایکس اف۸یو-۱ بر روی ناو هواپیمابر یواس اس فورستال در سال ۱۹۵۵

در سپتامبر ۱۹۵۲ نیروی دریایی آمریکا برای یک جنگندهٔ جدید اعلام نیاز کرد. قرار بود سرعت این جنگنده به ۱٫۲ ماخ برسد و ارتفاع پرواز آن به ۳۰۰۰۰ پا(۹۱۴۴ متر) و سرعت افزایش ارتفاع آن به ۱۲۷ متر در ثانیه برسد. همچنین سرعت فرود آن نیز بیشتر از ۱۶۰ کیلومتر در ساعت نباشد. تجربهٔ جنگ کره نشان داده بود که تیربار ۱۲٫۷ میلی‌متری دیگر نمی‌توانست بسنده باشد و جنگندهٔ جدید می‌بایست مجهز به تیربار ۲۰ میلی‌متری گردد. در پاسخ به این اعلام نیاز تیم ووت به رهبری جان راسل کلارک طرح وی-۳۸۳ را ارائه نمود. برخلاف معمول بال‌های این هواپیما در بالای بدنه قرار داشت که در نتیجه ارابهٔ فرود کوچک و سبکی داشت که زیر بدنه جای می‌گرفت. نوآورانه‌ترین جنبهٔ این طرح بال با زاویهٔ برخورد متحرک بود که هنگام فرود و برخاست ۷ درجه از بدنه فاصله می‌گرفت. موتور آن توربوجت پرات اند ویتنی جی۵۷ بود. سلاح آن همانگونه که نیروی دریایی تعیین کرده بود تیربار ۲۰ میلی‌متری بود. این هواپیما همچنین دارای دو موشک هوابه هوای هدایت‌شوندهٔ ایم-۹ سایدوایندر و ۳۲ موشک غیرهدایت شوندهٔ ام کی۴/ام کی۴۰ مایتی ماوس بود. ووت همچنین طرحی برای ورژن شناسایی تاکتیکی این هواپیما ارائه داد که وی-۳۸۲ نام داشت.
رقبای اصلی طرح ووت، گرومن اف-۱۱ تایگر، مک دانل اف۳ایچ دمون دو موتوره (که بعداً تبدیل به مک‌دانل داگلاس اف-۴ فانتوم ۲ شد) و نورث امریکن اف-۱۰۰ سوپرسیبر بودند.
در ماه مه ۱۹۵۳ شرکت ووت برنده اعلام شد. ووت سفارش سه فروند ایکس اف۸یو-۱ را دریافت نمود. پس از اتخاذ سیستم نامگذاری واحد در سپتامبر ۱۹۶۲ نام اف۸یو به اف-۸ تغییر پیدا کرد). نخستین پیش‌نمونه در ۲۵ مارس ۱۹۵۵ با خلبانی جان کنراد پرواز کرد. این پیش‌نمونه توانست در نخستین پرواز از سرعت صوت فراتر رود. مراحل ساخت این هواپیما آن قدر بدون مشکل بود که پیش‌نمونه دوم نیز در همان روز یعنی ۳۰ سپتامبر ۱۹۵۵ پرواز نمود. در آوریل ۱۹۵۶ اف۸یو-۱ نخستین پرواز خود را از روی ناوهواپیمابر یواس اس فورستال انجام داد.

## تاریخچهٔ عملیات در نیروی دریایی آمریکا
در تاریخ ۲۱ اوت ۱۹۵۶ این هواپیما رکورد سرعت در پرواز با ارتفاع ثابت را با سرعت ۱۶۳۴٫۱۷ کیلومتر در ساعت شکست. رکورد سرعت پیشین متعلق به اف-۱۰۰ با سرعت ۱۳۲۳ کیلومتر در ساعت بود، ولی رکورد سرعتی که هواپیمای انگلیسی فری دلتا۲ در ۱۰ مارس ۱۹۵۶ با سرعت ۱۸۲۲ کیلومتر در ساعت بر جای گذاشته بود شکسته نشد.

### بحران موشکی کوبا

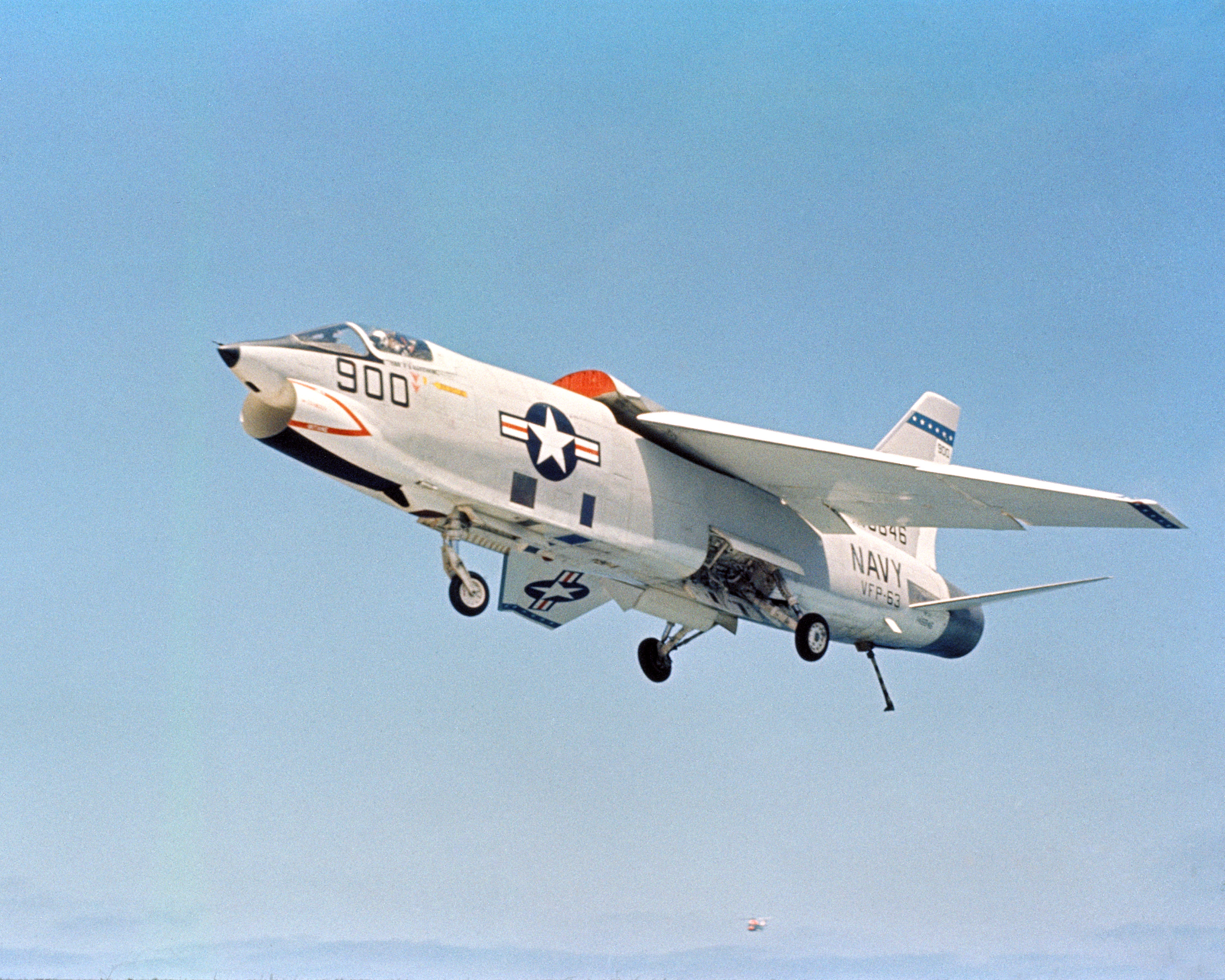
آراف-۸ کروسیدر. ورژن عکسبرداری شناسایی. به زاویهُ برخورد متحرک بالها هنگام فرود دقت کنید.

در خلال بحران موشکی کوبا در سال ۱۹۶۲ آراف-۸ای‌ها مأموریت‌های شناسایی خطرناکی در ارتفاع پایین بر فراز کوبا انجام می‌دادند. این پروازها در تاریخ ۲۳ اکتبر ۱۹۶۲ آغاز گشت. این پروازها نخستین پروازهای عملیاتی اف-۸ کروسیدر بود. این پروازها روزی ۲ بار از پایگاه کی وست بر فراز کوبا در ارتفاع پایین انجام می‌شد. مقصد بازگشت این پروازها جکسون‌ویل بود که در آن جا فیلم‌ها تخلیه شده و ظاهر می‌گردید و به سرعت به پنتاگون فرستاده می‌شد.
این پروازها نشان داد که بدون شک اتحاد شوروی در حال ایجاد سایت‌های آی‌آربی‌ام در کوبا بود. آراف-۸ای‌ها همچنین به تخلیه کردن موشک‌های شوروی از کوبا نظارت می‌کردند. این پروازها حدود ۶ هفته طول کشید و ۱۶۰۰۰۰ عکس برداشته شد. همه خلبانانی که این مأموریت‌ها را انجام می‌دادند مدال صلیب پرواز دریافت کردند.

### سانحه‌ها
کروسیدر هواپیمای آسانی برای پرواز نبود و هنگام فرود بر روی ناو دچار بی‌ثباتی کران‌گرد می‌شد. سانحه‌های کروسیدر نسبت به هواپیماهای هم عصر خود مانند داگلاس ای-۴ اسکای‌هاوک و اف-۴ فانتوم ۲ بالا بود، ولی این هواپیما دارای توانایی شگفت‌انگیزی نیز بود. یکی از این توانایی‌ها این بود که این هواپیما می‌توانست با بال تاشده پرواز کند. یکی از این موارد در تاریخ ۲۳ اوت ۱۹۶۰ رخ داد. یک فروند کروسیدر با بال تاشده با پس‌سوز کامل از ناو ناپلی کاپودیکینو برخاست و تا ارتفاع ۱۵۰۰ متری اوج گرفت و سپس با موفقیت فرود آمد. خلبان این هواپیما فراموش کرده بود تا بال‌های هواپیما را باز کند و پس از فرود شکوه می‌کرد که کنترل هواپیما از حد نرمال سخت‌تر بود. به‌طور کلی ۱۲۶۱ فروند کروسیدر تولید شد. تا زمانی که این هواپیماها از ناوگان خارج شدند ۱۱۰۶ فروند از آن‌ها سانحه داشت. ولی تعداد اف-۸هایی که در جنگ ویتنام به وسیلهٔ آتش دشمن سرنگون گردیدند به تعداد انگشتان یک دست نمی‌رسد.

### جنگ ویتنام
هنگامی که نبرد در آسمان ویتنام شمالی درگرفت، کروسیدرهای نیروی دریایی آمریکا نخستین هواپیماهایی بودند که با میگ-۱۷های نیروی هوایی ویتنام شمالی درگیر شدند. این درگیری‌ها از تاریخ ۳ آوریل ۱۹۶۵ آغاز شد. در آن زمان کروسیدرها بهترین جنگنده‌های آمریکا برای درگیری تن‌به‌تن با میگ‌های فرز و چابک ویتنام شمالی بودند. برخی از متخصصان باور داشتند که دوران جنگ تن‌به‌تن هوایی سپری شده‌است، زیرا موشک‌های هوابه‌هوا می‌توانند هواپیمای دشمن را پیش از این که برای جنگ تن‌به‌تن نزدیک شوند سرنگون سازند. هنگامی که از سال ۱۹۶۵ تا ۱۹۶۸ نبردهای هوایی بر فراز آسمان ویتنام شمالی رخ داد آشکار شد که نبرد تن‌به‌تن هوایی هنوز ادامه دارد و اف-۸ها و خلبانان آموزش دیدهُ آنان برای نبرد هوایی کلید موفقیت در این نبردهای تن‌به‌تن بودند.
با وجود این که سلاح اصلی اف-۸ها تیربار بود، ولی فقط چهار پیروزی با تیربار در کارنامهٔ این هواپیما دیده می‌شود و بقیهٔ پیروزی‌های اف-۸ها با موشک ایم-۹ سایدوایندر به دست آمده‌است. و این موضوع تا اندازه‌ای به خاطر این بود که تیربار بیست میلی‌متری کلت ام‌کی۱۲ در مانورهای تن‌به‌تن هوایی که با سرعت بالا انجام می‌شد گیر می‌کرد. بین ژوئن و ژوئیهُ ۱۹۶۹ در خلال دوازده درگیری که بر فراز ویتنام شمالی انجام شد، کروسیدرها چهار فروند میگ-۱۷ را سرنگون کردند. در این درگیری‌ها دو فروند اف-۸ سرنگون شدند.
کروسیدرها با ۱۹ پیروزی در برابر ۳ شکست بهترین نسبت پیروزی هوایی را در میان جنگنده‌های آمریکایی در جنگ ویتنام داشتند. از نوزده هواپیمای ویتنام شمالی که در نبرد هوایی سرنگون شد شانزده فروند میگ-۱۷ و سه فروند میگ-۲۱ بودند. اف-۸ کروسیدر تنها هواپیمایی است که موشک ایم-۹سی که ورژن هدایت راداری سایدوایندر است را به کار می‌برد (سایدوایندر در اصل یک موشک هدایت گرمایی است). پس از این که کروسیدر بازنشسته شد این موشک‌ها به موشک‌های ضدتشعشع ای جی ام-۱۲۲ سایدآرم تبدیل شد و به وسیلهٔ هلیکوپترهای جنگی آمریکا برای حمله به رادارهای دشمن به کار گرفته شد.

## نیروی دریایی فرانسه

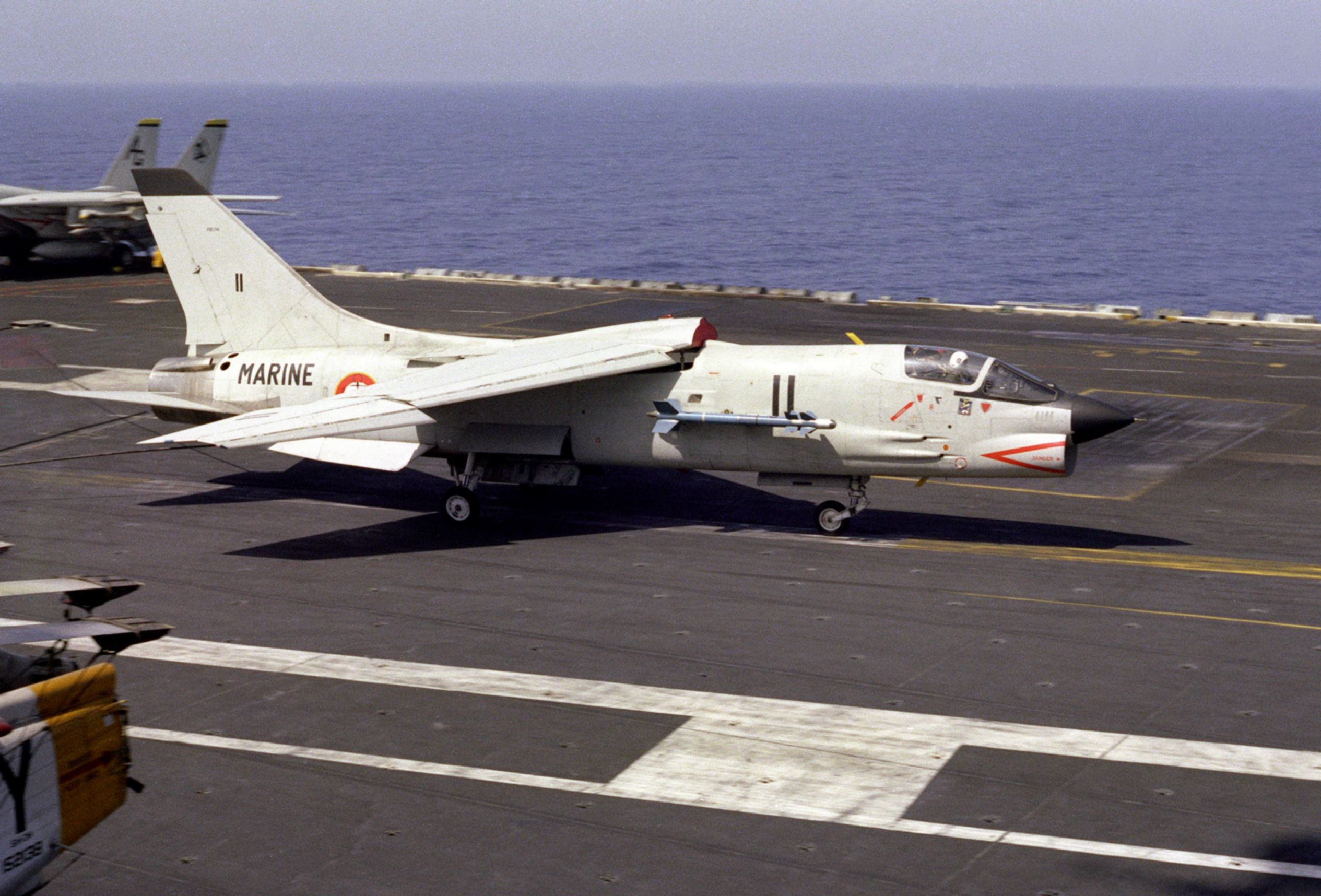
ووت اف-۸ کروسیدر بر روی ناو هواپیمابر

نیروی دریایی فرانسه در اوایل دههٔ ۱۹۶۰ برای ناوهای هواپیمابر کلمانسو و فش خود نیاز به جنگنده داشت و اف-۴ فانتوم ۲ که تازه به خدمت نیروی دریایی آمریکا درآمده بود برای کشتی‌های کوچک فرانسوی بیش از اندازه بزرگ بود؛ بنابراین کروسیدر به‌عنوان هواپیمای مناسب انتخاب شد و ۴۲ فروند اف-۸ئی که آخرین کروسیدرهای تولید شده بودند سفارش داده شد.
کروسیدرهای فرانسه بر پایهٔ اف-۸ئی بودند، ولی برای این که از ناوهای هواپیمابر کوچک فرانسوی بتوانند عملیات انجام دهند زاویهٔ برخورد متحرک بال‌ها از ۵ درجه تا ۷ درجه افزایش پیدا کرده بود. همچنین سیستم اسلحهٔ آن‌ها برای حمل دو فروند موشک فرانسوی ماترا آر-۵۳۰ به‌عنوان جایگزین سایدوایندر تغییر پیدا کرده بود. البته هنوز توانایی حمل موشک سایدوایندر را داشت. روند تحویل سفارش فرانسه از اکتبر ۱۹۶۴ آغاز شد و تا فوریهٔ ۱۹۶۵ به درازا کشید.

### تاریخچهٔ عملیات در نیروی دریایی فرانسه
در اکتبر ۱۹۷۴ از ناو هواپیمابر کلمانسو و ژوئن ۱۹۷۷ از ناو هواپیمابر فش کروسیدرهای فرانسه در مأموریت‌های سفیر بر فراز جیبوتی شرکت داشتند.
کروسیدرهای فرانسه در سال ۱۹۸۳ عملیات جنگی بر فراز لبنان انجام دادند. در این عملیات کروسیدرها جنگنده‌های سوپر اتاندارد را اسکورت می‌کردند. با جنگی شدن وضعیت در خلیج فارس فرانسه اف-۸های خود را با ناو هواپیمابر کلمانسو در خلیج فارس مستقر نمود. سال ۱۹۹۳ سال آغاز عملیات بر روی یوگسلاوی پیشین بود. کروسیدرها با پرواز از هر دو ناو هواپیمابر فرانسه بر فراز دریای آدریاتیک به پرواز درآمدند. این مأموریت‌ها در ژوئن ۱۹۹۹ با عملیات تریدنت بر فراز کوزوو متوقف شد.
سیستم سلاح اف-۸های فرانسه در سال ۱۹۷۳ با افزودن موشک گرمایشی آر۵۵۰ مجیک بهینه‌سازی شد. در سال ۱۹۸۹ موشک آر۵۳۰ از رده خارج گردید و کروسیدرها فاقد موشک هدایت راداری شدند. در همین سال هنگامی که قرار شد کروسیدرها تا چندین سال آینده در نیروی دریایی فرانسه بمانند تصمیم گرفته شد تا بازسازی شده تا عمر عملیاتی آنان افزایش پیدا کند. سیم‌کشی‌ها و سیستم هیدرولیک آنان بازسازی و بدنه هم در برابر فرسودگی مقاوم‌سازی شد. سیستم‌های هوانوردی نیز بهینه‌سازی گردید.
۱۷ فروند هواپیمای بازسازی شده اف-۸پی نامیده شد (با اف-۸پی‌های فیلیپین اشتباه نشود). گرچه نیروی دریایی فرانسه در عملیات توفان صحرا در سال ۱۹۹۱ و در سال ۱۹۹۹ در عملیات بر فراز کوزوو شرکت داشت، ولی کروسیدرها در این دو عملیات شرکت داده نشدند. در سال ۲۰۰۰ جنگندهُ رافال ام جایگزین آنان شد.

## نیروی هوایی فیلیپین
اواخر ۱۹۷۷ دولت فیلیپین ۳۵ فروند اف-۸اچ نیروی دریایی آمریکا را خریداری نمود. ۲۵ فروند از آنان را شرکت ووت بازسازی نمود و از ده فروند دیگر به عنوان قطعات یدکی بهره‌برداری شد. به عنوان بخشی از قرارداد ایالات متحده خلبانان فیلیپینی را با تی اف-۸ای آموزش داد. اف-۸های فیلیپین در سال ۱۹۸۸ زمینگیر شده و بالاخره در سال ۱۹۹۱ پس از این که در اثر فوران آتشفشان پیناتوبا به شدت آسیب دیدند از رده خارج شده و به عنوان اوراقی فروخته شدند.

## نسخه‌ها

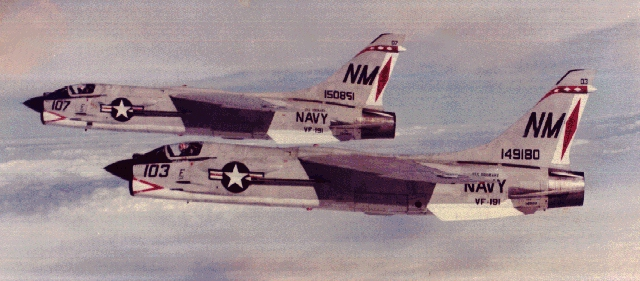
اف-۸جی

- ایکس اف۸یو-۱

دو نمونهُ اولیهٔ غیر مسلح
- اف۸یو-۱ (اف-۸ای)

نخستین نسخهٔ تولیدی. ۳۱۸ فروند ساخته شد.
- وای اف۸یو-۱ (وای اف-۸ای)

یک فروند از این نسخه برای تست تولید ساخته شد.
- وای اف۸یو-۱ئی (وای اف-۸بی)

یک فروند اف۸یو-۱ به نمونهُ اولیهُ اف۸یو-۱ئی تبدیل شد.
- اف۸یو-۱ئی (اف-۸بی)

با نصب رادار ای ان/ای پی اس-۶۷ توانایی انجام عملیات محدود در هر آب و هوایی را پیدا کرد. نخستین پرواز: ۳ سپتامبر ۱۹۵۸. ۱۳۰ فروند ساخته شد.
- ایکس اف۸یو-۱تی

دوسرنشینهُ آموزشی
- اف۸یو-۱تی (تی اف-۸ای)

نسخهٔ دو سرنشینهٔ آموزشی بر پایهُ اف۸یو-۲ان ئی. بدنه ۰٫۶۱ متر بزرگتر شد. سلاح‌های داخلی به دو تیربار کاهش یافت. دارای موتور جی۵۷-پی-۲۰. نخستین پرواز در تاریخ ۶ فوریه ۱۹۶۲. فقط یک فروند تی اف-۸ای ساخته شد، گرچه چندین فروند اف-۸ای بازنشسته به نسخهٔ مشابه دو سرنشینهُ آموزشی تبدیل شدند.
- وای اف۸یو-۲(وای اف-۸سی)

دو فروند اف۸یو-۱ برای تست موتور توربوجت جی۵۷-پی-۱۶ به کار رفتند.
- اف-۸یو-۲(اف-۸سی)

با موتور جی۵۷-پی-۱۶ برای برطرف کردن بی‌ثباتی هنگام کران‌گرد باله‌ای زیر پشت بدنه افزوده شد. رادار ای ان/ای پی کیو-۸۳ نیز با بهینه‌سازی‌های بعدی در آن نصب گردید. نخستین پرواز: ۲۰ اوت ۱۹۵۷. ۱۸۷ فروند ساخته شد. این ورژن گاهی کروسیدر۲ نامیده می‌شود.
- اف۸یو-۲ان (اف-۸دی)

نسخه‌ای برای تمام شرایط آب و هوایی و دارای موشک‌های غیرهدایت شونده با یک تانک سوخت یدکی. دارای موتور جی۵۷-پی-۲۰. دارای رادار ای ان/ای پی کیو-۸۳. نخستین پرواز: ۱۶ فوریه ۱۹۶۰. ۱۵۲ فروند ساخته شد.
- وای اف۸یو-۲ان ئی

یک فروند اف۸یو-۱ تبدیل به نمونهُ اولیهُ اف۸یو-۲ ان ئی شد.
- اف۸بو-۲ان ئی (اف-۸ئی)

دارای موتور جی۵۷-پی-۲۰ای و رادار ای ان/ای پی کیو-۹۴ در درون دماغه بزرگ‌تر. گنجایش سلاح تا ۲۲۷۰ کیلوگرم افزایش یافت. دارای صندلی پرتاب‌به‌بیرون مارتین-بیکر. نخستین پرواز: ۳۰ ژوئن ۱۹۶۱. ۲۸۶ فروند ساخته شد.
- اف-۸ئی (اف ان)

جنگندهُ برتری هوایی برای نیروی دریایی فرانسه. دارای دم عمودی پهن‌تر و دارای رادار ای ان/ای پی کیو-۱۰۴ که ورژن بهینه‌سازی شدهٔ ای ان/ای پی کیو-۹۴ بود. ۴۲ فروند ساخته شد.
- اف-۸ایچ

اف-۸دی بهینه‌سازی شده با ارابهٔ فرود تقویت شده. دارای رادار ای ان/ای پی کیو-۸۴. ۸۹ فروند ساخته شد.
- اف-۸جی

اف-۸ئی بهینه‌سازی شده دارای موتور جی۵۷-پی-۲۰ای و رادار ای ان/ای پی کیو-۱۲۴. ۱۳۶ فروند ساخته شد.
- اف-۸کی

اف-۸سی بهینه‌سازی شده با موتور جی۵۷-پی-۲۰ای و رادار ای ان/ای پی کیو-۱۲۵. ۸۷ فروند ساخته شد.
- اف-۸ال

اف-۸بی بهینه‌سازی شده با رادار ای ان/ای پی کیو-۱۴۹. به تعداد ۶۱ فروند ساخته شد.
- اف-۸پی

هفده فروند اف-۸ئی (اف ان) در اواخر دههُ ۱۹۸۰ بازسازی کلی شدند تا ده سال مدت خدمت آن‌ها افزایش پیدا کند. در سال ۱۹۹۹ بازنشسته شد.
- اف۸یو-۱کی یو (کیو اف-۸ای)

اف-۸ای‌های بازنشسته‌ای که به هواپیماهای بدون سرنشین هدف کنترل از راه دور تبدیل شدند.
- وای اف۸یو-۱پی (وای آراف-۸ای)

نمونه‌های اولیه‌ای که برای ساخت اف۸یو-۱پی شناسایی به کار رفت.
- اف۸یو-۱پی (آراف-۸ای)

ورژن شناسایی عکسبرداری غیر مسلح.
- آراف-۸جی

آر اف-۸ای مدرن شده.
- ایکس اف۸یو-۳ کروسیدر۳

طرحی جدید که تا اندازه‌ای بر پایهٔ ورژن‌های پیشین اف-۸ بود و برای رقابت با اف-۴ فانتوم ۲ ساخته شده بود. دارای موتور جی۷۵-پی-۵ای. نخستین پرواز: ۲ ژوئن ۱۹۵۸. در پرواز آزمایشی به سرعت ۲٫۶ ماخ دست یافت، ولی پس از ساخت ۵ فروند ساخت آن کنسل شد، زیرا فانتوم ۲ قرارداد نیروی دریایی را برنده شد.